# Rudolf Heinze (Jurist, 1825)

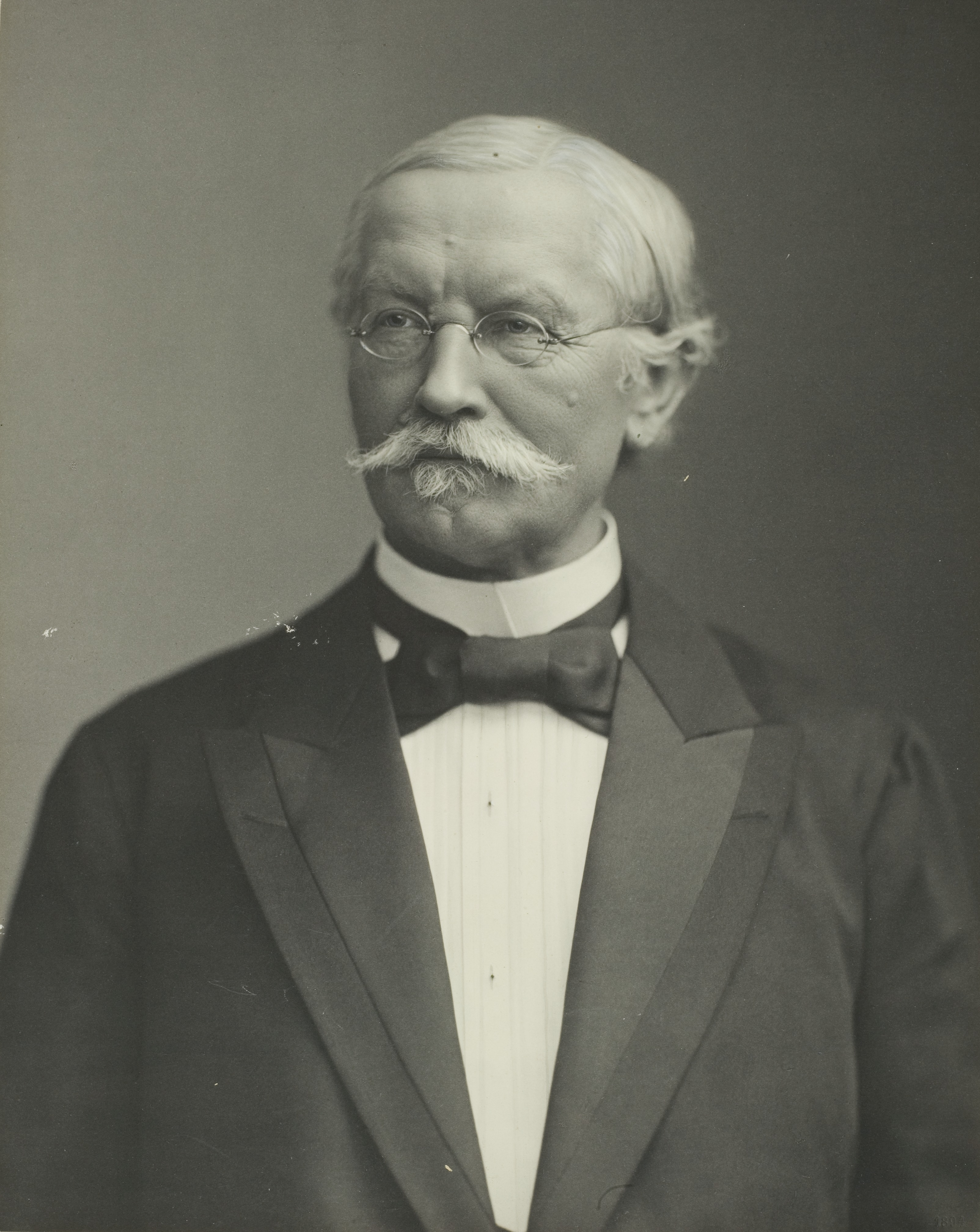
Rudolf Heinze (1894)

Karl Friedrich Rudolf Heinze (* 10. April 1825 in Saalfeld; † 18. Mai 1896 in Heidelberg) war ein deutscher Rechtswissenschaftler, Parlamentarier und Hochschullehrer.

## Leben und Werk
Heinze, Sohn des Pastors und Konrektors Carl Heinze, besuchte die Gymnasien in Naumburg und Meiningen. Nach seinem Abitur nahm er 1844 das Studium der Rechtswissenschaften an der Universität Leipzig auf. Nach dem Ersten Staatsexamen 1847 trat er in den herzoglich-meiningschen Justizdienst ein. Nach den erforderlichen weiteren Staatsexamina wurde er 1853 Staatsanwalt am Kreisgericht Hildburghausen. 1856 kam er an die Oberstaatsanwaltschaft in Dresden und wurde 1860 Erster Staatsanwalt am Bezirksgericht.
1865 folgte er als Nachfolger von Theodor Marezoll einem Ruf der Universität Leipzig auf den ordentlichen Lehrstuhl für Strafrecht, Strafproceß und Rechtsphilosophie. Zwischen 1866 und 1871 wurde er dreimal als Vertreter der Universität in die erste Kammer des sächsischen Landtags gewählt, wo er unter anderem an der Abschaffung der Todesstrafe und der Einführung der Geschworenen- und Schöffengerichte mitwirkte. Nach zunehmenden persönlichen Anfeindungen wegen seines Eintretens gegen Eingriffe der sächsischen Gesetzgebung in das Reichsrecht nahm Heinze 1873 einen Ruf der Universität Heidelberg auf den ordentlichen Lehrstuhl für Prozessrecht als Nachfolger von Emil Herrmann an. 1883/84 war er Prorektor der Universität Heidelberg. Heinze war bis zu seinem Tode 1896 in Heidelberg als Professor tätig.
Heinzes Forschungsschwerpunkt bildete, nicht zuletzt seiner zunächst praktischen Tätigkeit in der Justiz geschuldet, vor allem das Strafprozessrecht. Hierbei legte er ein besonderes Augenmerk auf den Schnittpunkt mit dem Staatsrecht, also die Rechtfertigung und Legitimität staatlicher Eingriffe im Rahmen des Strafprozesses sowie auf der anderen Seite mögliche Strafbarkeiten von Parlamentariern. In Heidelberg gehörte zu seinen Lehrpflichten jedoch nicht nur das Straf- und das Prozessrecht, sondern auch das Kirchenrecht, zu dem er ebenfalls publizierte.
Heinze war verheiratet mit Elise von Zastrow. Richard Loening war sein Schwiegersohn und Max Heinze sein Bruder.

## Werke (Auswahl)
- Ein deutsches Geschworenengericht. 1865.
- Staatsrechtliche und strafrechtliche Erörterungen zu dem amtlichen Entwurfe eines Strafgesetzbuches für den Norddeutschen Bund. Leipzig 1870.
- Das Verhältniß des Reichsstraffrechts zu dem Landesstraftrecht mit besonderer Berücksichtigung der durch das norddeutsche Strafgesetzbuch veranlaßten Landesgesetze. Leipzig 1871.
- Die Straflosigkeit parlamentarischer Rechtsverletzungen und die Aufgabe der Reichsgesetzgebung. Stuttgart 1879.